# کازل-گولتسیگ
کازل-گولتسیگ (به آلمانی: Kasel-Golzig) یک شهر در آلمان است که در دامه-اشپریوالد واقع شده‌است. کازل-گولتسیگ ۷۷۲ نفر جمعیت دارد.